# Piper fungiforme
Piper fungiforme är en pepparväxtart som beskrevs av Spokes. Piper fungiforme ingår i släktet Piper och familjen pepparväxter. Inga underarter finns listade i Catalogue of Life.